# 馬爾梅日區

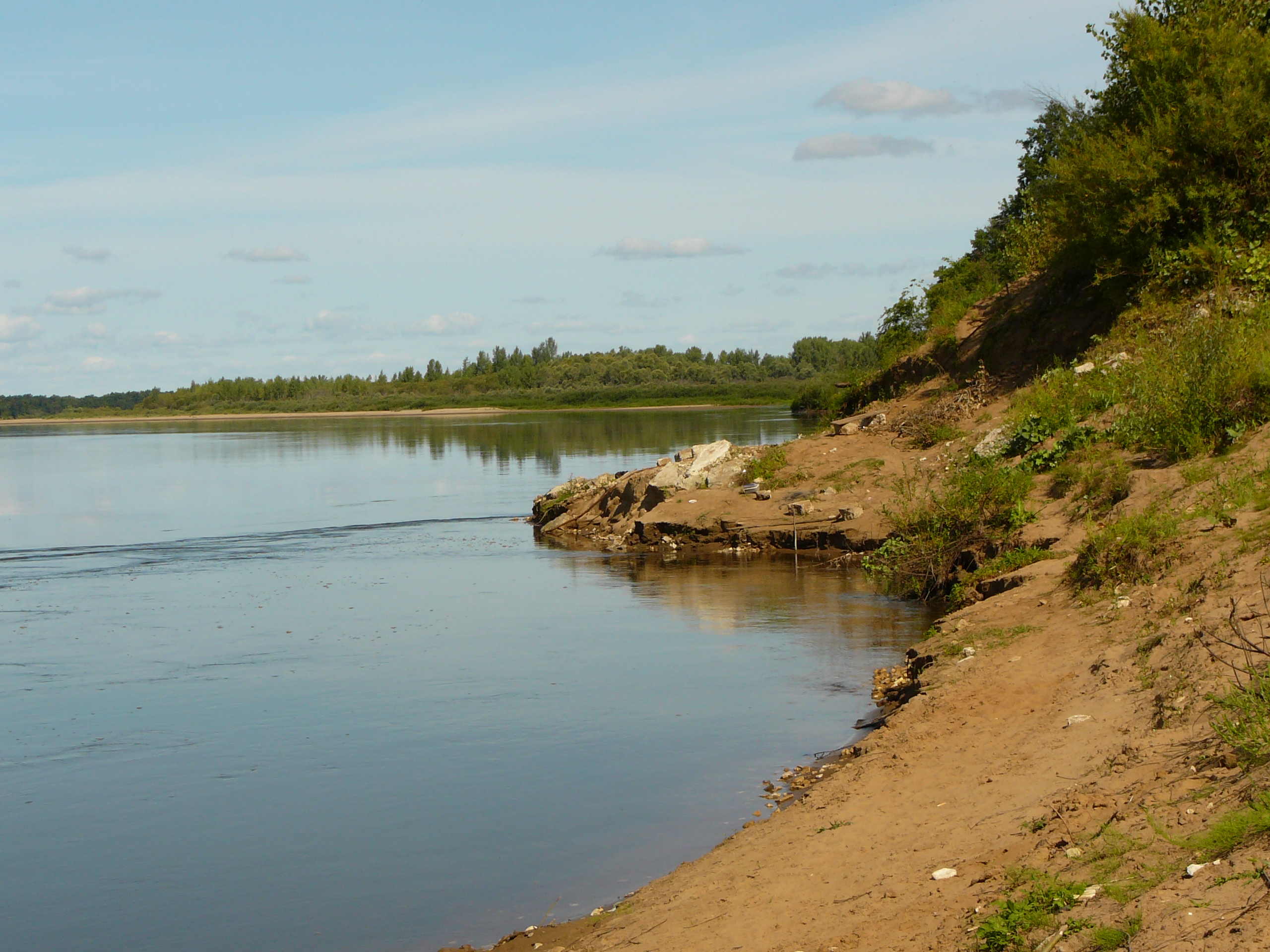

56°31′N 50°40′E / 56.517°N 50.667°E
馬爾梅日區（俄语：Малмыжский район），是俄羅斯的一個區，位於該國西部，由基洛夫州負責管轄，面積2,190平方公里，2010年該區人口26,757，人口密度每平方公里12.22人。